# 미즈키 카호
미즈키 카호(観月 歌帆, 번안:문현아)는 《카드캡터 사쿠라》의 등장인물이다. 토모에다 초등학교(번안:우수초등학교)의 임시 산수교사로 부임했었다.

## 소개
사쿠라(번안:유체리)가 다니는 토모에다 초등학교(번안: 우수초등학교)의 산수 선생님이 오랫동안 학교에 못 나오게 되면서, 임시로 오게 된 초등학교 선생님이며, 츠키미네 신사(번안:월봉사) 신주의 딸로 무녀이기도 하다.
아주 강한 힘이 느껴져 리 샤오랑(번안:이소랑)이 경계하던 인물로 사쿠라를 많이 도와주지만, 비밀이 많아 보이는 인물이다. 사쿠라의 오빠 토우야(번안:유도진)가 중학생일 시절 교생 신분으로 만나 잠시 사귀었던 적이 있다. 미즈키가 유학을 가면서 헤어진 후 다시 재회 했을 땐 친구 관계가 되었다. 이후 '사쿠라 카드 편'의 후반쯤 에리오르(번안:에리얼 신)를 좋아한다고 고백하는데 나이 차이가 많이 나는 교제를 한다. 카호의 말에 의하면 속은 따뜻하지만 부끄러워서 표현하지 못하는 사람을 좋아하게 되는 것 같다고 한다. 크로우 리드가 남긴 '월령'을 다룰 수 있으며 '월령'을 이용해 미로 카드에 갇힌 사쿠라 일행을 도와줬다. 항상 무엇인가 알고 있는 듯한 모습이며 신조는 "세상에 우연 따위는 없다. 있는 것은 필연뿐"
달의 속성의 마력을 지니고 있으며, 약간의 예지력을 가지고 있어 크로우 리드가 최후의 심판을 대비하여 만든 '월령'을 만지자마자 알아차리게 된다. 최후의 심판이 다가오는 시기에 카호가 토모에다 초등학교로 부임한 이유는 예지 능력으로 사쿠라가 자신의 후계자가 될 것이라는 걸 알고 있었던 크로우 리드가 최후의 심판에서 사쿠라에게 한 번 더 기회를 주기 위해 마련한 것이다. 에리오르와는 영국 유학 중에 만났으며, 사쿠라 카드 편 이후 카호는 다시 영국으로 돌아가 에르오르와 함께 지내고 있다.